# 배수 비례의 법칙

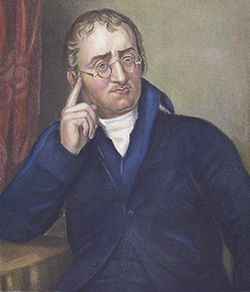

배수 비례의 법칙은 2종류 이상의 원소가 화합하여 2종 이상의 화합물을 만들 때, 한 원소의 일정량과 결합하는 다른 원소의 질량비는 항상 간단한 정수비(整數比)를 나타낸다는 법칙이다.
1803년 영국의 존 돌턴에 의하여 정립되었다. 두 종류의 원소가 화합하여 여러 종류의 화합물을 구성할 때, 한 원소의 일정 질량과 결합하는 다른 원소의 질량비는 항상 간단한 정수비로 나타난다는 법칙이다.
질소의 산화물은 그 대표적인 예이다. 일산화이질소(아산화질소) N2O, 일산화질소 NO, 삼산화이질소(아질산무수물) N2O3, 이산화질소(과산화질소) NO2, 오산화이질소(질산무수물) N2O5에 있어서 14.008g의 질소와 화합하는 산소의 질량은 차례대로 8.000g, 16.000g, 24.000g, 32.000g, 40.000g이다. 따라서 일정 질량의 질소와 결합하는 산소의 질량비는 순서대로 1:2:3:4:5이다. 탄소의  산화물인 일산화탄소 CO와 이산화탄소 CO2에도 배수 비례의 법칙이 성립하여 일산화탄소를 이루는 산소 원자와 이산화탄소를 이루는 산소 원자는 1:2의질량비가 성립된다.
이 법칙은 정비례의 법칙과 함께 물질의 불연속성을 나타내며, 이에 따라 돌턴의 원자설이 유도되었다.